# Burnt Weeny Sandwich
Burnt Weeny Sandwich (рус. Подгоревший бутербродик) — студийный альбом Фрэнка Заппы и The Mothers of Invention, выпущенный в 1970 году. Диск состоит из концертных и студийных записей группы. В отличие от подобной работы Weasels Ripped My Flesh, где был сделан явный акцент на концертные записи группы, большинство треков Burnt Weeny Sandwich — это студийные работы.
В комплекте с виниловой грампластинкой шёл сложенный втрое чёрно-белый плакат («The Mothers of Invention Sincerely Regret to Inform You»), который в последующих CD переизданиях отсутствовал. В 2012 году Zappa Family Trust включило в CD-издание дополнительный трек «The Little House I Used to Live In», который на оригинальном LP отсутствовал.
Также Burnt Weeny Sandwich и Weasels Ripped My Flesh были переизданы на виниле в виде одного двойного альбома под названием 2 Originals of the Mothers of Invention на обложке, которого был изображён пистолет, стреляющий зубной пастой на зубную щётку.

## Название
Со слов Заппы необычное название альбома, происходит от его любимой закуски, состоящей из еврейской колбаски с горчицей, зажатой между двумя кусками хлеба.

## Об альбоме
По сути альбом был «посмертным» релизом The Mothers of Invention, поскольку он был выпущен уже после того как Фрэнк Заппа распустил оригинальный состав.
Один из участников группы, мульти-инструменталист Иэн Андервуд, сыграл важную роль в записи этого альбома. Альбом, как и его коллега Weasels Ripped My Flesh, включает в себя треки которые ранее не были изданы. В то время как Weasels Ripped My Flesh основном демонстрирует концертные записи The Mothers, большая часть Burnt Weeny Sandwich ориентирована на студийные записи. Ключевой трек альбома «The Little House I Used to Live In» состоит из нескольких композиций и использует соединение тактов 11/8, с наложенными аранжировками — 10/8.
Часть гитарного соло из «Theme from Burnt Weeny Sandwich» записанная во время сессий 1967 года для альбома We’re Only in It for the Money первоначально предназначалась для песни «Lonely Little Girl». Позднее для выпущенной версии Заппа и Арт Трипп перезаписали партии ударных.
Песня «Valarie» первоначально была предназначена для выпуска в качестве дополнения к синглу «My Guitar Wants to Kill Your Mama», но Заппа и лейбл Reprise Records отменили её выпуск, в результате чего она была включена альбом.
Композиция «Igor’s Boogie» является отсылкой к композитору Игорю Стравинскому.

## Список композиций
Автор всех композиций Фрэнк Заппа, кроме отмеченных
| №  | Название                          | Длительность |
| -- | --------------------------------- | ------------ |
| 1. | «WPLJ» (кавер-версия Four Deuces) | 3:02         |
| 2. | «Igor’s Boogie, Phase One»        | 0:40         |
| 3. | «Overture to a Holiday in Berlin» | 1:29         |
| 4. | «Theme from Burnt Weeny Sandwich» | 4:35         |
| 5. | «Igor’s Boogie, Phase Two»        | 0:35         |
| 6. | «Holiday in Berlin, Full Blown»   | 6:27         |
| 7. | «Aybe Sea»                        | 2:45         |

| №  | Название                                        | Длительность |
| -- | ----------------------------------------------- | ------------ |
| 8. | «The Little House I Used to Live in»            | 18:42        |
| 9. | «Valarie» (кавер-версия Jackie & the Starlites) | 3:14         |

## Участники записи
| Музыканты: - Фрэнк Заппа — орган, гитара, вокал - Джимми Карл Блэк — перкуссия, ударные - Рой Эстрада — бас-гитара, бэк-вокал, пачуко-рэп (в треке «WPLJ») - Джанет Фергусьон — бэк-вокал (в треке «WPLJ») - Банк Гарднер — валторна, духовые - Базз Гарднер — труба - Билл Манди — ударные (покинул группу в декабре 1967 года, участвовал в записи «Theme from Burnt Weeny Sandwich») - Лоуэлл Джордж — гитара - Дон Харрис — виолончель (в треке «The Little House I Used to Live In») - Дон Престон — фортепиано, клавишные - Джим Шервуд — духовые, вокал - Арт Трипп — ударные, перкуссия - Иэн Андервуд — гитара, фортепиано, клавишные, духовые | Технический персонал: - Фрэнк Заппа — музыкальный продюсер, аранжировщик - Дик Кунц — звукоинженер - Джон Уильямс — дизайнер - Кэл Шенкель — иллюстратор - Ференц Добронейл — дизайн упаковки для CD |

## Позиции в хит-парадах
Еженедельные чарты:
| Хит-парад (1970)         | Высшая позиция |
| ------------------------ | -------------- |
| США (Billboard Top LP’s) | 94             |